# Nancy Haigh
Nancy Grace Haigh (1946) è una scenografa statunitense.
Nel 1992 riceve una doppia nomination agli Oscar per la migliore scenografia di Barton Fink - È successo a Hollywood e Bugsy, vincendo per l'ultimo film citato (vittoria condivisa con Dennis Gassner e Leslie McDonald).
Ha ricevuto altre cinque volte la nomination ai Premi Oscar: nel 1995 per Forrest Gump, nel 2003 per Era mio padre, nel 2007 per Dreamgirls, nel 2011 per Il Grinta e nel 2017 per Ave, Cesare!.
Nel 2020 riceve un secondo Oscar per le scenografie del film C'era una volta a... Hollywood.
Oltre ai film già citati ha lavorato in altre importanti pellicole, soprattutto coi fratelli Coen.

## Filmografia
- Le ragazze della Terra sono facili (Earth Girls Are Easy), regia di Julien Temple (1988)
- L'uomo dei sogni (Field of Dreams), regia di Phil Alden Robinson (1989)
- Al diavolo il paradiso (Checking Out), regia di David Leland (1989)
- Rischiose abitudini (The Grifters), regia di Stephen Frears (1990)
- Crocevia della morte (Miller's Crossing), regia di Joel ed Ethan Coen (1991)
- Indiziato di reato (Guilty by Suspicion), regia di Irwin Winkler (1991)
- Barton Fink - È successo a Hollywood (Barton Fink), regia di Joel ed Ethan Coen (1991)
- Bugsy, regia di Barry Levinson (1991)
- Eroe per caso (Hero), regia di Stephen Frears (1992)
- Mister Hula Hoop (The Hudsucker Proxy), regia di Joel ed Ethan Coen (1994)
- Forrest Gump, regia di Robert Zemeckis (1994)
- Waterworld, regia di Kevin Reynolds e Kevin Costner (1995)
- Mars Attacks!, regia di Tim Burton (1996)
- Paura e delirio a Las Vegas (Fear and Loathing in Las Vegas), regia di Terry Gilliam (1998)
- The Truman Show, regia di Peter Weir (1998)
- Fratello, dove sei? (O Brother, Where Art Thou?), regia di Joel ed Ethan Coen (2000)
- A.I. - Intelligenza artificiale (A.I. Artificial Intelligence), regia di Steven Spielberg (2001)
- Era mio padre (Road to Perdition), regia di Sam Mendes (2002)
- Prima ti sposo poi ti rovino (Intolerable Cruelty), regia di Joel ed Ethan Coen (2003)
- Big Fish - Le storie di una vita incredibile (Big Fish), regia di Tim Burton (2003)
- Ladykillers (The Ladykillers), regia di Joel ed Ethan Coen (2004)
- Jarhead, regia di Sam Mendes (2005)
- Chiedi alla polvere (Ask the Dust), regia di Robert Towne (2006)
- Dreamgirls, regia di Bill Condon (2006)
- Non è un paese per vecchi (No Country for Old Men), regia Joel ed Ethan Coen (2007)
- La guerra di Charlie Wilson (Charlie Wilson's War); regia di Mike Nichols (2007)
- Burn After Reading - A prova di spia (Burn After Reading), regia di Joel ed Ethan Coen (2008)
- A Serious Man, regia di Joel ed Ethan Coen (2009)
- Il Grinta (True Grit), regia di Joel ed Ethan Coen (2010)
- L'arte di vincere (Moneyball), regia di Bennett Miller (2011)
- Il grande e potente Oz (Oz the Great and Powerful), regia di Sam Raimi (2013)
- I segreti di Osage County (August: Osage County), regia di John Wells (2013)
- Ave, Cesare! (Hail, Caesar!), regia di Joel ed Ethan Coen (2016)
- Café Society, regia di Woody Allen (2016)
- L'eccezione alla regola (Rules Don't Apply), regia di Warren Beatty (2016)
- La legge della notte (Live by Night), regia di Ben Affleck (2016)
- La ballata di Buster Scruggs (The Ballad of Buster Scruggs), regia di Joel ed Ethan Coen (2018)
- C'era una volta a... Hollywood (Once Upon a Time in... Hollywood), regia di Quentin Tarantino (2019)
- A Quiet Place II (A Quiet Place Part II), regia di John Krasinski (2020)
- Macbeth (The Tragedy of Macbeth), regia di Joel Coen (2021)
- The Gray Man, regia di Anthony e Joe Russo (2022)
- Drive-Away Dolls, regia di Ethan Coen (2024)
- Honey Don't!, regia di Ethan Coen (2025)

## Premi e riconoscimenti

### Premio Oscar
- 1992 - Nomination miglior scenografia per Barton Fink - È successo a Hollywood
- 1992 - Miglior scenografia per Bugsy
- 1995 - Nomination miglior scenografia per Forrest Gump
- 2003 - Nomination miglior scenografia per Era mio padre
- 2007 - Nomination miglior scenografia per Dreamgirls
- 2011 - Nomination miglior scenografia per Il Grinta
- 2017 - Nomination miglior scenografia per Ave, Cesare!
- 2020 - Miglior scenografia per C'era una volta a... Hollywood
- 2022 - Nomination miglior scenografia per Macbeth